# Grytholmens friluftsmuseum

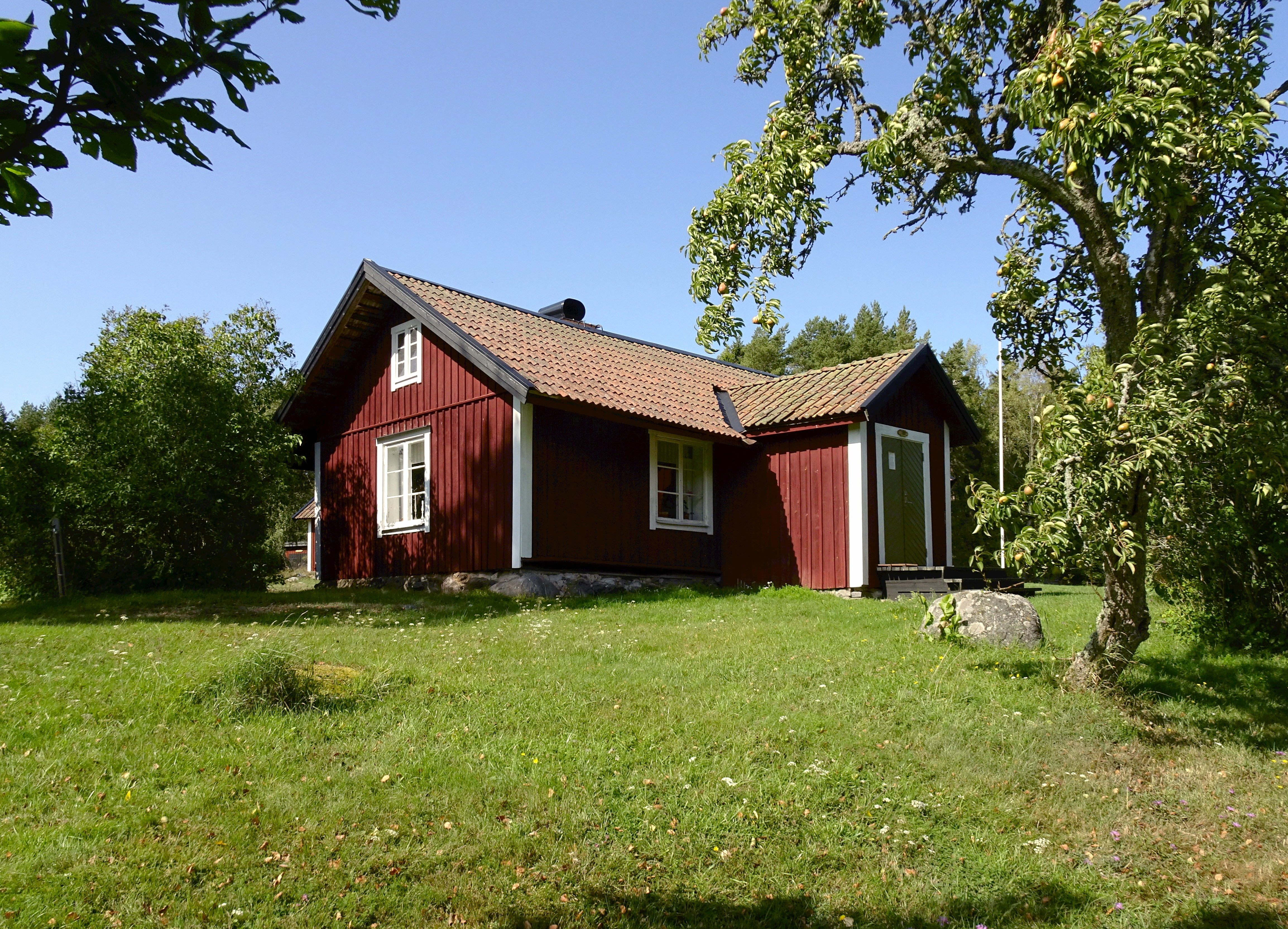
Grytholmstorpet, 2017.

Grytholmens friluftsmuseum är ett friluftsmuseum på Muskö i Haninge kommun, Stockholms län. Museet drivs sedan 1982 av Muskö Hembygdsförening. Museet vill ge besökaren möjlighet att uppleva en genuin historisk miljö som en gång i tiden varit hem och arbetsplats för en skärgårdsbondes familj.

## Museet

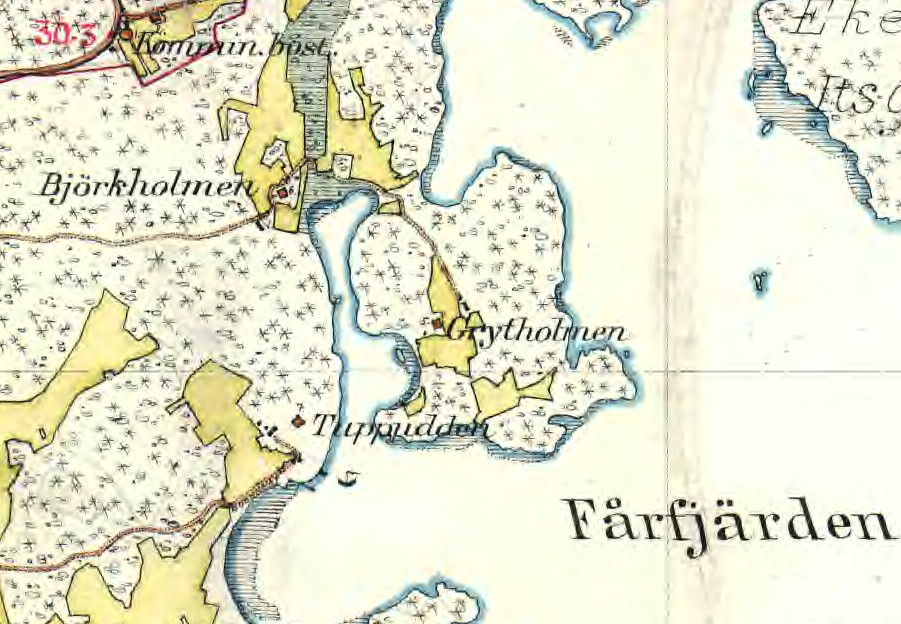
Grytholmen omkring 1900.

Kärnan i museet är torpet Grytholmen beläget på halvön med samma namn som lydde under Arbottna säteri. Den ursprungliga bebyggelsen bestående av torp och ekonomibyggnader har av hembygdsföreningen kompletterats med hus som flyttats hit från andra håll på ön. 
Idag finns ett tiotal byggnader som ligger i en slänt ner mot en vik av Fårfjärden. Här finns även en brygga och naturhamn för tillfälliga båtbesökare. Bland byggnaderna märks:
- Torpet Grytholmen, en sidokammarstuga, troligen från 1840-talet. Torpet var bebodd till 1980 då den sista permanent boende, Valdemar Sjöberg, avled. Jordbruket upphörde dock redan på 1950-talet.
- Torpets ekonomibyggnader bestående av ladugård och loge är inte de ursprungliga utan ersattes år 2000 av en liknande torparladugård från Frinsholmen / Muskö, byggd i början av 1900-talet.
- Undantagsstugan som är museets kaffestuga.
- Östra rotens fattigstuga som är hembygdsarkiv.
- Vid vattnet ligger sjöbod, redskapsbod, utedass, tvättstuga, jordkällare och en nybyggd dansbana.

Museet håller öppet för visning under vissa dagar i juli. I samband med dessa dagar arrangerar hembygdsföreningen konst- och fotoutställning i Undantagsstugan och bjuda på musikunderhållning. Återkommande festligheter är det årliga midsommarfirande.

## Bilder

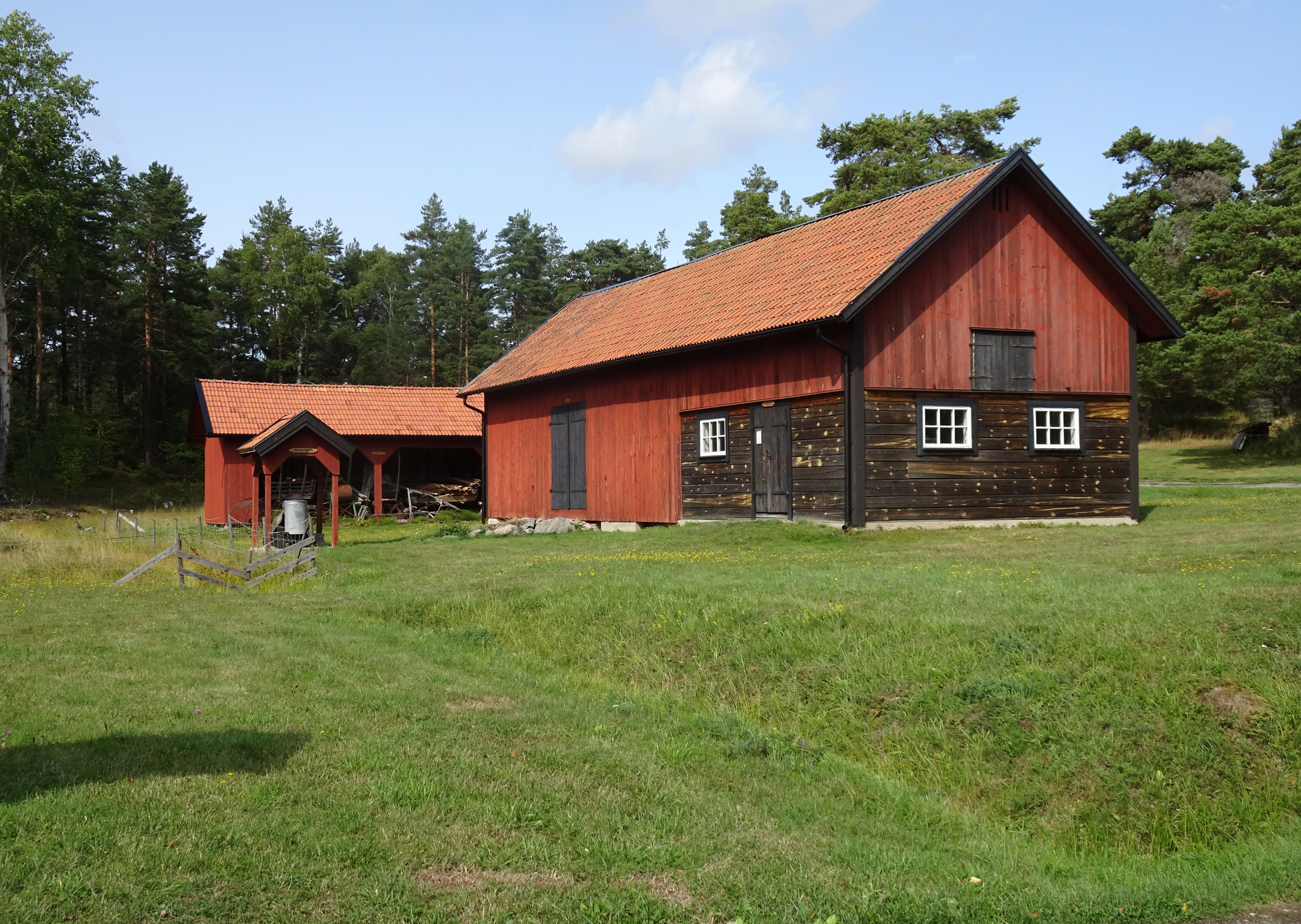
Ladugård och loge med vagnslider i bakgrunden.
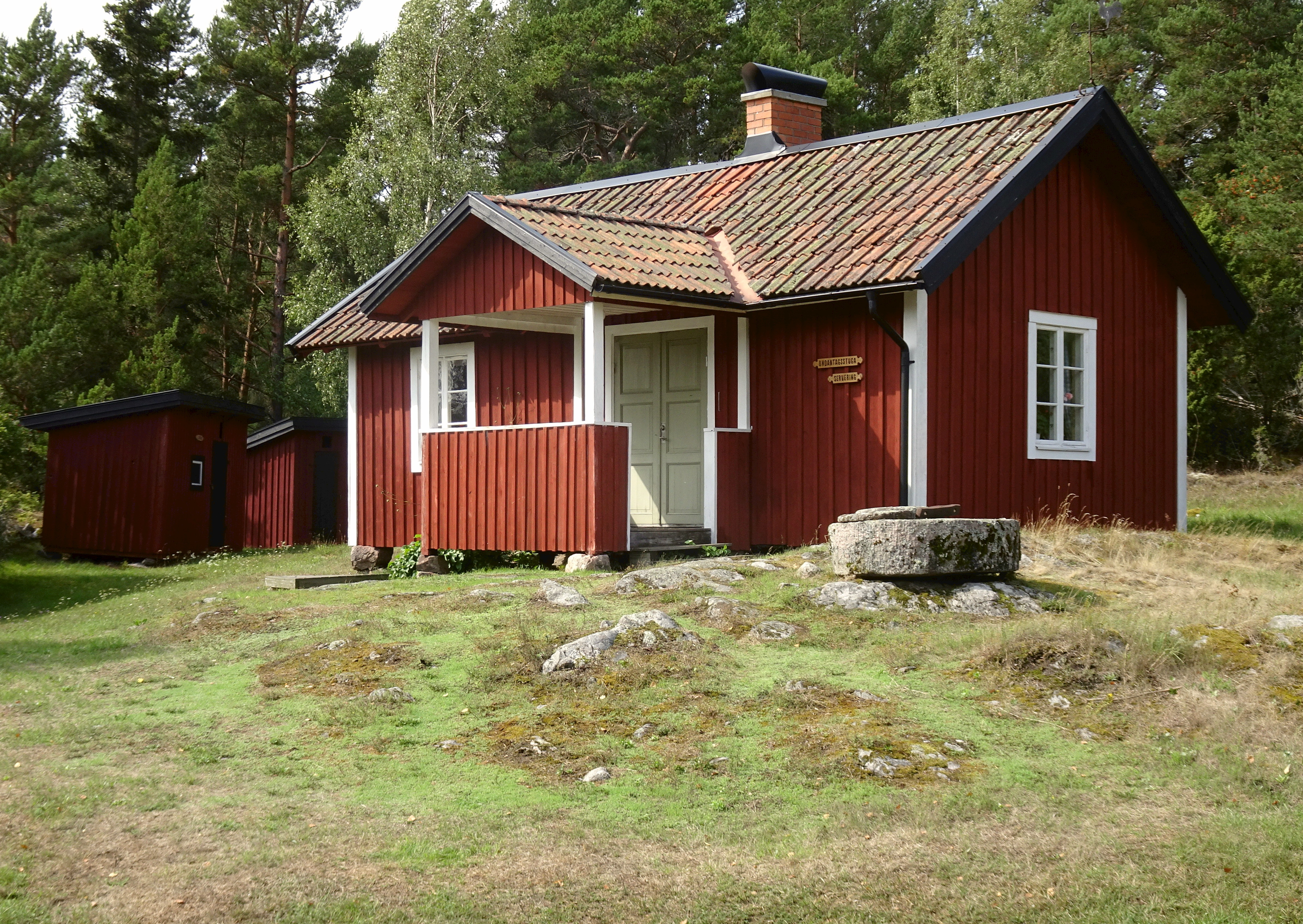
Undantagsstugan (idag kaffestugan)
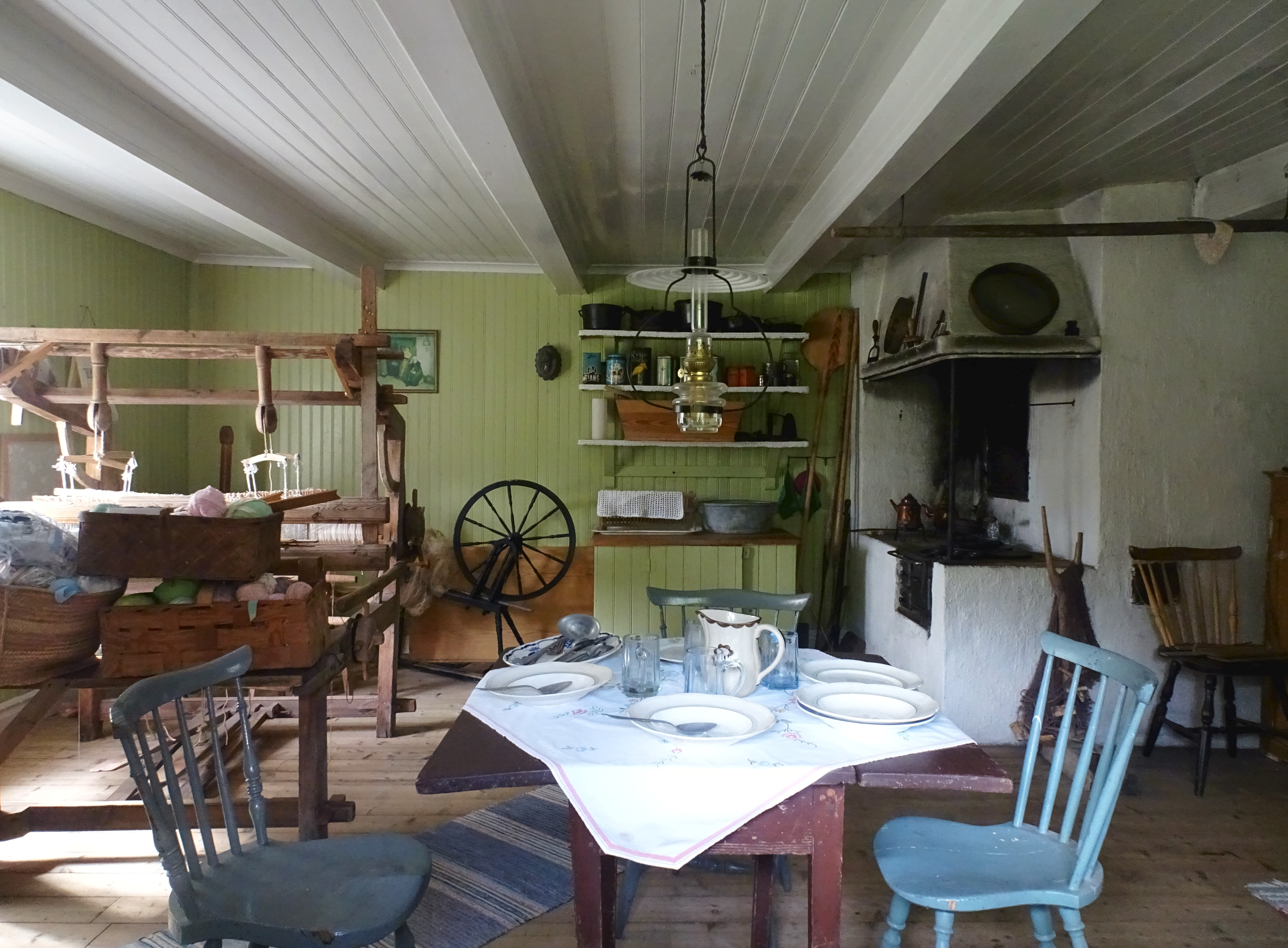
Grytholmstorpets interiör
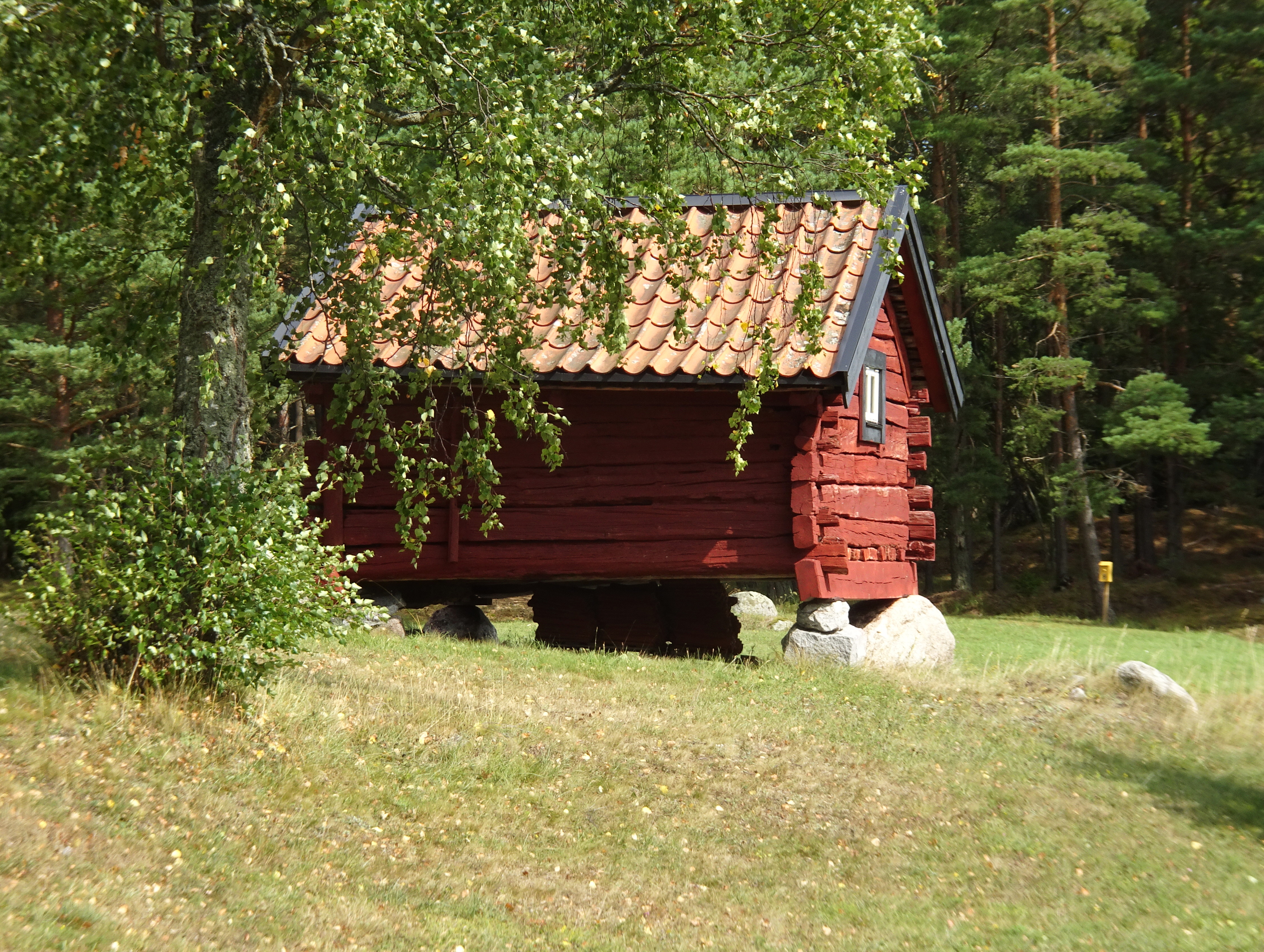
Visthusboden
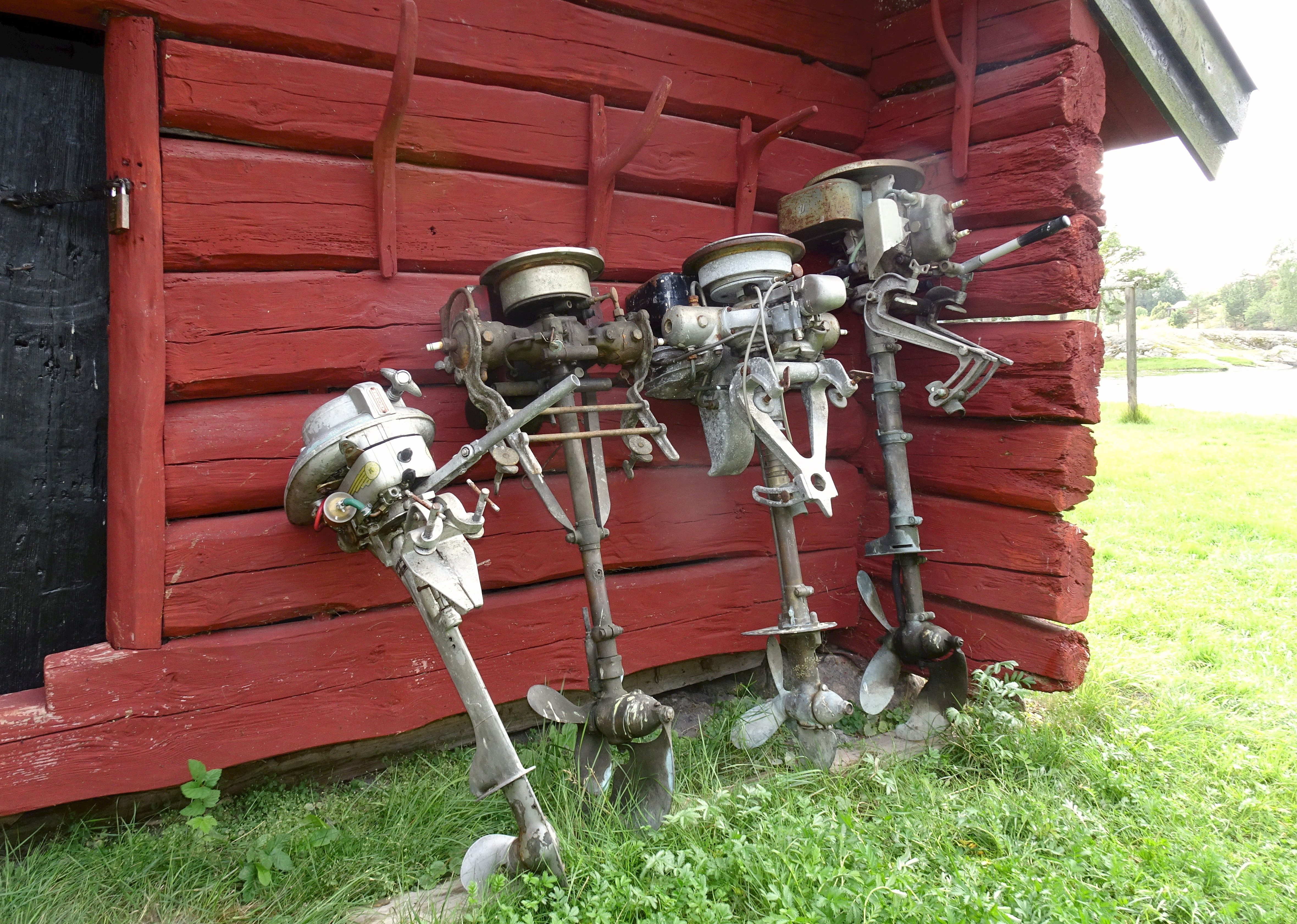
Sjöboden med en samling historiska utombordare